# Grand Prix Bahrajnu 2025
Grand Prix Bahrajnu 2025, oficjalnie Formula 1 Gulf Air Bahrain Grand Prix 2025 – czwarta runda Mistrzostw Świata Formuły 1 w sezonie 2025. Grand Prix odbyło się w dniach 11–13 kwietnia 2025 na torze Bahrain International Circuit na pustyni As-Sachir. Hat trick w postaci zdobycia pole position, wygrania wyścigu oraz uzyskania najszybszego okrążenia zdobył Oscar Piastri (McLaren). Na podium stanęli również George Russell (Mercedes) i lider klasyfikacji kierowców Lando Norris (McLaren).

## Lista startowa
Na niebieskim tle kierowcy biorący udział jedynie w piątkowych treningach.
| Nr          | Kierowca              | Zespół                             | Samochód                          | Silnik              | Opony |
| ----------- | --------------------- | ---------------------------------- | --------------------------------- | ------------------- | ----- |
| 1           | Max Verstappen        | Oracle Red Bull Racing             | Red Bull Racing RB21              | Honda RBPTH002      | P     |
| 4           | Lando Norris          | McLaren Formula 1 Team             | McLaren MCL39                     | Mercedes-AMG F1 M16 | P     |
| 5           | Gabriel Bortoleto     | Stake F1 Team Kick Sauber          | Kick Sauber C45                   | Ferrari 066/12      | P     |
| 6           | Isack Hadjar          | Visa Cash App Racing Bulls F1 Team | Racing Bulls VCARB 02             | Honda RBPTH002      | P     |
| 7           | Jack Doohan           | BWT Alpine F1 Team                 | Alpine A525                       | Renault E-Tech RE25 | P     |
| 10          | Pierre Gasly          | BWT Alpine F1 Team                 | Alpine A525                       | Renault E-Tech RE25 | P     |
| 12          | Andrea Kimi Antonelli | Mercedes-AMG PETRONAS F1 Team      | Mercedes-AMG F1 W16 E Performance | Mercedes-AMG F1 M16 | P     |
| 14          | Fernando Alonso       | Aston Martin Aramco F1 Team        | Aston Martin AMR25                | Mercedes-AMG F1 M16 | P     |
| 16          | Charles Leclerc       | Scuderia Ferrari HP                | Ferrari SF-25                     | Ferrari 066/12      | P     |
| 18          | Lance Stroll          | Aston Martin Aramco F1 Team        | Aston Martin AMR25                | Mercedes-AMG F1 M16 | P     |
| 22          | Yūki Tsunoda          | Oracle Red Bull Racing             | Red Bull Racing RB21              | Honda RBPTH002      | P     |
| 23          | Alexander Albon       | Atlassian Williams Racing          | Williams FW47                     | Mercedes-AMG F1 M16 | P     |
| 27          | Nico Hülkenberg       | Stake F1 Team Kick Sauber          | Kick Sauber C45                   | Ferrari 066/12      | P     |
| 30          | Liam Lawson           | Visa Cash App Racing Bulls F1 Team | Racing Bulls VCARB 02             | Honda RBPTH002      | P     |
| 31          | Esteban Ocon          | MoneyGram Haas F1 Team             | Haas VF-25                        | Ferrari 066/12      | P     |
| 34          | Felipe Drugovich      | Aston Martin Aramco F1 Team        | Aston Martin AMR25                | Mercedes-AMG F1 M16 | P     |
| 37          | Ayumu Iwasa           | Oracle Red Bull Racing             | Red Bull Racing RB21              | Honda RBPTH002      | P     |
| 38          | Dino Beganovic        | Scuderia Ferrari HP                | Ferrari SF-25                     | Ferrari 066/12      | P     |
| 44          | Lewis Hamilton        | Scuderia Ferrari HP                | Ferrari SF-25                     | Ferrari 066/12      | P     |
| 46          | Luke Browning         | Atlassian Williams Racing          | Williams FW47                     | Mercedes-AMG F1 M16 | P     |
| 50          | Ryō Hirakawa          | MoneyGram Haas F1 Team             | Haas VF-25                        | Ferrari 066/12      | P     |
| 55          | Carlos Sainz Jr.      | Atlassian Williams Racing          | Williams FW47                     | Mercedes-AMG F1 M16 | P     |
| 63          | George Russell        | Mercedes-AMG PETRONAS F1 Team      | Mercedes-AMG F1 W16 E Performance | Mercedes-AMG F1 M16 | P     |
| 72          | Frederik Vesti        | Mercedes-AMG PETRONAS F1 Team      | Mercedes-AMG F1 W16 E Performance | Mercedes-AMG F1 M16 | P     |
| 81          | Oscar Piastri         | McLaren Formula 1 Team             | McLaren MCL39                     | Mercedes-AMG F1 M16 | P     |
| 87          | Oliver Bearman        | MoneyGram Haas F1 Team             | Haas VF-25                        | Ferrari 066/12      | P     |
| Źródło: FIA |                       |                                    |                                   |                     |       |

## Wyniki

### Najlepsze czasy sesji treningowych
| Sesja       | Nr | Kierowca      | Konstruktor      | Czas     | Okr. |
| ----------- | -- | ------------- | ---------------- | -------- | ---- |
| 1           | 4  | Lando Norris  | McLaren-Mercedes | 1:33,204 | 23   |
| 2           | 81 | Oscar Piastri | McLaren-Mercedes | 1:30,505 | 29   |
| 3           | 81 | Oscar Piastri | McLaren-Mercedes | 1:31,646 | 13   |
| Źródło: FIA |    |               |                  |          |      |

### Kwalifikacje
| P                    | Nr | Kierowca              | Konstruktor                  | Czasy w kwalifikacjach | Czasy w kwalifikacjach | Czasy w kwalifikacjach | Poz. s. |
| P                    | Nr | Kierowca              | Konstruktor                  | Q1                     | Q2                     | Q3                     | Poz. s. |
| -------------------- | -- | --------------------- | ---------------------------- | ---------------------- | ---------------------- | ---------------------- | ------- |
| 1                    | 81 | Oscar Piastri         | McLaren-Mercedes             | 1:31,392               | 1:30,454               | 1:29,841               | 1       |
| 2                    | 63 | George Russell        | Mercedes                     | 1:31,494               | 1:30,664               | 1:30,009               | 3       |
| 3                    | 16 | Charles Leclerc       | Ferrari                      | 1:31,454               | 1:30,724               | 1:30,175               | 2       |
| 4                    | 12 | Andrea Kimi Antonelli | Mercedes                     | 1:31,415               | 1:30,716               | 1:30,213               | 5       |
| 5                    | 10 | Pierre Gasly          | Alpine-Renault               | 1:31,462               | 1:30,643               | 1:30,216               | 4       |
| 6                    | 4  | Lando Norris          | McLaren-Mercedes             | 1:31,107               | 1:30,560               | 1:30,267               | 6       |
| 7                    | 1  | Max Verstappen        | Red Bull Racing-Honda RBPT   | 1:31,303               | 1:31,019               | 1:30,423               | 7       |
| 8                    | 55 | Carlos Sainz Jr.      | Williams-Mercedes            | 1:31,591               | 1:30,844               | 1:30,680               | 8       |
| 9                    | 44 | Lewis Hamilton        | Ferrari                      | 1:31,219               | 1:31,009               | 1:30,772               | 9       |
| 10                   | 22 | Yūki Tsunoda          | Red Bull Racing-Honda RBPT   | 1:31,751               | 1:31,228               | 1:31,303               | 10      |
| 11                   | 7  | Jack Doohan           | Alpine-Renault               | 1:31,414               | 1:31,245               |                        | 11      |
| 12                   | 6  | Isack Hadjar          | Racing Bulls-Honda RBPT      | 1:31,591               | 1:31,271               |                        | 12      |
| 13                   | 14 | Fernando Alonso       | Aston Martin Aramco-Mercedes | 1:31,634               | 1:31,886               |                        | 13      |
| 14                   | 31 | Esteban Ocon          | Haas-Ferrari                 | 1:31,594               | –                      |                        | 14      |
| 15                   | 23 | Alexander Albon       | Williams-Mercedes            | 1:32,040               | –                      |                        | 15      |
| 16                   | 27 | Nico Hülkenberg       | Kick Sauber-Ferrari          | 1:32,067               |                        |                        | 16      |
| 17                   | 30 | Liam Lawson           | Racing Bulls-Honda RBPT      | 1:32,165               |                        |                        | 17      |
| 18                   | 5  | Gabriel Bortoleto     | Kick Sauber-Ferrari          | 1:32,186               |                        |                        | 18      |
| 19                   | 18 | Lance Stroll          | Aston Martin Aramco-Mercedes | 1:32,283               |                        |                        | 19      |
| 20                   | 87 | Oliver Bearman        | Haas-Ferrari                 | 1:32,373               |                        |                        | 20      |
| 107% czasu: 1:37,484 |    |                       |                              |                        |                        |                        |         |
| Źródło: FIA          |    |                       |                              |                        |                        |                        |         |

### Wyścig
| P           | Nr | Kierowca              | Konstruktor                  | Okr. | Czas                       | Poz. s. | +/−       | Punkty |
| ----------- | -- | --------------------- | ---------------------------- | ---- | -------------------------- | ------- | --------- | ------ |
| 1           | 81 | Oscar Piastri         | McLaren-Mercedes             | 57   | 1:35:39,435                | 1       | Bez zmian | 25     |
| 2           | 63 | George Russell        | Mercedes                     | 57   | +15,499                    | 3       | 1         | 18     |
| 3           | 4  | Lando Norris          | McLaren-Mercedes             | 57   | +16,273                    | 6       | 3         | 15     |
| 4           | 16 | Charles Leclerc       | Ferrari                      | 57   | +19,679                    | 2       | 2         | 12     |
| 5           | 44 | Lewis Hamilton        | Ferrari                      | 57   | +27,993                    | 9       | 4         | 10     |
| 6           | 1  | Max Verstappen        | Red Bull Racing-Honda RBPT   | 57   | +34,395                    | 7       | 1         | 8      |
| 7           | 10 | Pierre Gasly          | Alpine-Renault               | 57   | +36,002                    | 4       | 3         | 6      |
| 8           | 31 | Esteban Ocon          | Haas-Ferrari                 | 57   | +44,244                    | 14      | 6         | 4      |
| 9           | 22 | Yūki Tsunoda          | Red Bull Racing-Honda RBPT   | 57   | +45,061                    | 10      | 1         | 2      |
| 10          | 87 | Oliver Bearman        | Haas-Ferrari                 | 57   | +47,594                    | 20      | 10        | 1      |
| 11          | 12 | Andrea Kimi Antonelli | Mercedes                     | 57   | +48,016                    | 5       | 6         |        |
| 12          | 23 | Alexander Albon       | Williams-Mercedes            | 57   | +48,839                    | 15      | 3         |        |
| 13          | 6  | Isack Hadjar          | Racing Bulls-Honda RBPT      | 57   | +56,314                    | 12      | 1         |        |
| 14          | 7  | Jack Doohan           | Alpine-Renault               | 57   | +57,806                    | 11      | 3         |        |
| 15          | 14 | Fernando Alonso       | Aston Martin Aramco-Mercedes | 57   | +60,340                    | 13      | 2         |        |
| 16          | 30 | Liam Lawson           | Racing Bulls-Honda RBPT      | 57   | +64,435                    | 17      | 1         |        |
| 17          | 18 | Lance Stroll          | Aston Martin Aramco-Mercedes | 57   | +65,489                    | 19      | 2         |        |
| 18          | 5  | Gabriel Bortoleto     | Kick Sauber-Ferrari          | 57   | +66,872                    | 18      | Bez zmian |        |
| NS          | 55 | Carlos Sainz Jr.      | Williams-Mercedes            | 45   | NU (uszkodzenia kolizyjne) | 8       |           |        |
| DK          | 27 | Nico Hülkenberg       | Kick Sauber-Ferrari          | 57   | DK (zużycie deski)         | 16      |           |        |
| Źródło: FIA |    |                       |                              |      |                            |         |           |        |

### Najszybsze okrążenie
| Nr          | Kierowca      | Konstruktor      | Czas     | Okr. |
| ----------- | ------------- | ---------------- | -------- | ---- |
| 81          | Oscar Piastri | McLaren-Mercedes | 1:35,140 | 36   |
| Źródło: FIA |               |                  |          |      |

### Prowadzenie w wyścigu
| Nr                              | Kierowca        | Konstruktor      | Okrążenia   | Suma |
| ------------------------------- | --------------- | ---------------- | ----------- | ---- |
| 81                              | Oscar Piastri   | McLaren-Mercedes | 1–14, 18–57 | 54   |
| 16                              | Charles Leclerc | Ferrari          | 15–17       | 3    |
| \| Wykres \| \| ------ \| \| \| |                 |                  |             |      |
| Źródło: FIA                     |                 |                  |             |      |
| Wykres                          |                 |                  |             |      |
|                                 |                 |                  |             |      |

## Klasyfikacja po wyścigu

### Kierowcy
| P           | +/–       | Kierowca              | Zgł. | Punkty | P1 | P2 | P3 | PP | NO | NS | NU | NW | DK |
| ----------- | --------- | --------------------- | ---- | ------ | -- | -- | -- | -- | -- | -- | -- | -- | -- |
| 1           | Bez zmian | Lando Norris          | 4    | 77     | 1  | 2  | 1  | 1  | 2  | –  | –  | –  | –  |
| 2           | 1         | Oscar Piastri         | 4    | 74     | 2  | –  | 1  | 2  | 1  | –  | –  | –  | –  |
| 3           | 1         | Max Verstappen        | 4    | 69     | 1  | 1  | –  | 1  | –  | –  | –  | –  | –  |
| 4           | Bez zmian | George Russell        | 4    | 63     | –  | 1  | 2  | –  | –  | –  | –  | –  | –  |
| 5           | 1         | Charles Leclerc       | 4    | 32     | –  | –  | –  | –  | –  | 1  | –  | –  | 1  |
| 6           | 1         | Andrea Kimi Antonelli | 4    | 30     | –  | –  | –  | –  | 1  | –  | –  | –  | –  |
| 7           | 1         | Lewis Hamilton        | 4    | 25     | –  | –  | –  | –  | –  | 1  | –  | –  | 1  |
| 8           | 1         | Alexander Albon       | 4    | 18     | –  | –  | –  | –  | –  | –  | –  | –  | –  |
| 9           | Bez zmian | Esteban Ocon          | 4    | 14     | –  | –  | –  | –  | –  | –  | –  | –  | –  |
| 10          | Bez zmian | Lance Stroll          | 4    | 10     | –  | –  | –  | –  | –  | –  | –  | –  | –  |
| 11          | 5         | Pierre Gasly          | 4    | 6      | –  | –  | –  | –  | –  | 1  | –  | –  | 1  |
| 12          | 1         | Nico Hülkenberg       | 4    | 6      | –  | –  | –  | –  | –  | 1  | –  | –  | 1  |
| 13          | 1         | Oliver Bearman        | 4    | 6      | –  | –  | –  | –  | –  | –  | –  | –  | –  |
| 14          | Bez zmian | Yūki Tsunoda          | 4    | 5      | –  | –  | –  | –  | –  | –  | –  | –  | –  |
| 15          | 2         | Isack Hadjar          | 4    | 4      | –  | –  | –  | –  | –  | 1  | –  | 1  | –  |
| 16          | 1         | Carlos Sainz Jr.      | 4    | 1      | –  | –  | –  | –  | –  | 2  | 2  | –  | –  |
| 17          | Bez zmian | Fernando Alonso       | 4    | 0      | –  | –  | –  | –  | –  | 2  | 2  | –  | –  |
| 18          | Bez zmian | Liam Lawson           | 4    | 0      | –  | –  | –  | –  | –  | 1  | 1  | –  | –  |
| 19          | Bez zmian | Jack Doohan           | 4    | 0      | –  | –  | –  | –  | –  | 1  | 1  | –  | –  |
| 20          | Bez zmian | Gabriel Bortoleto     | 4    | 0      | –  | –  | –  | –  | –  | 1  | 1  | –  | –  |
| Źródło: FIA |           |                       |      |        |    |    |    |    |    |    |    |    |    |

### Konstruktorzy
| P           | +/–       | Konstruktor                  | Zgł. | Punkty | P1 | P2 | P3 | PP | NO | NS | NU | NW | DK |
| ----------- | --------- | ---------------------------- | ---- | ------ | -- | -- | -- | -- | -- | -- | -- | -- | -- |
| 1           | Bez zmian | McLaren-Mercedes             | 8    | 151    | 3  | 2  | 2  | 3  | 3  | –  | –  | –  | –  |
| 2           | Bez zmian | Mercedes                     | 8    | 93     | –  | 1  | 2  | –  | 1  | –  | –  | –  | –  |
| 3           | Bez zmian | Red Bull Racing-Honda RBPT   | 8    | 71     | 1  | 1  | –  | 1  | –  | 1  | 1  | –  | –  |
| 4           | Bez zmian | Ferrari                      | 8    | 57     | –  | –  | –  | –  | –  | 2  | –  | –  | 2  |
| 5           | 1         | Haas-Ferrari                 | 8    | 20     | –  | –  | –  | –  | –  | –  | –  | –  | –  |
| 6           | 1         | Williams-Mercedes            | 8    | 19     | –  | –  | –  | –  | –  | 2  | 2  | –  | –  |
| 7           | Bez zmian | Aston Martin Aramco-Mercedes | 8    | 10     | –  | –  | –  | –  | –  | 2  | 2  | –  | –  |
| 8           | Bez zmian | Racing Bulls-Honda RBPT      | 8    | 7      | –  | –  | –  | –  | –  | 1  | –  | 1  | –  |
| 9           | 1         | Alpine-Renault               | 8    | 6      | –  | –  | –  | –  | –  | 2  | 1  | –  | 1  |
| 10          | 1         | Kick Sauber-Ferrari          | 8    | 6      | –  | –  | –  | –  | –  | 2  | 1  | –  | 1  |
| Źródło: FIA |           |                              |      |        |    |    |    |    |    |    |    |    |    |